# Нижний Рогачик
Нижний Рогачик (укр. Нижній Рогачик, старое название: Панское) — село в Верхнерогачикской поселковой общине Каховского района Херсонской области Украины. Село расположено на Нижнерогачинском полуострове.
Находится на левом берегу Днепра, на мысе между Каховским водохранилищем и заливом Нижнерогачицкий Лиман, в 230 км от обл. центра и 60 км от пгт Верхний Рогачик. По переписи населения 2001 года, проживало 302 человека; по состоянию на 2019 год — 200 человек; преимущественно украинцы. Почтовый индекс — 74412. Телефонный код — 5545. Код КОАТУУ — 6521585503. В окрестностях обнаружены артефакты времени бронзы, скифских и сарматских времен. Исследовано 9 курганов. В 1950-х г. экспедицией под руководством Д. Телегина раскопано энеолитическое поселение.